# Catedral de Gloucester

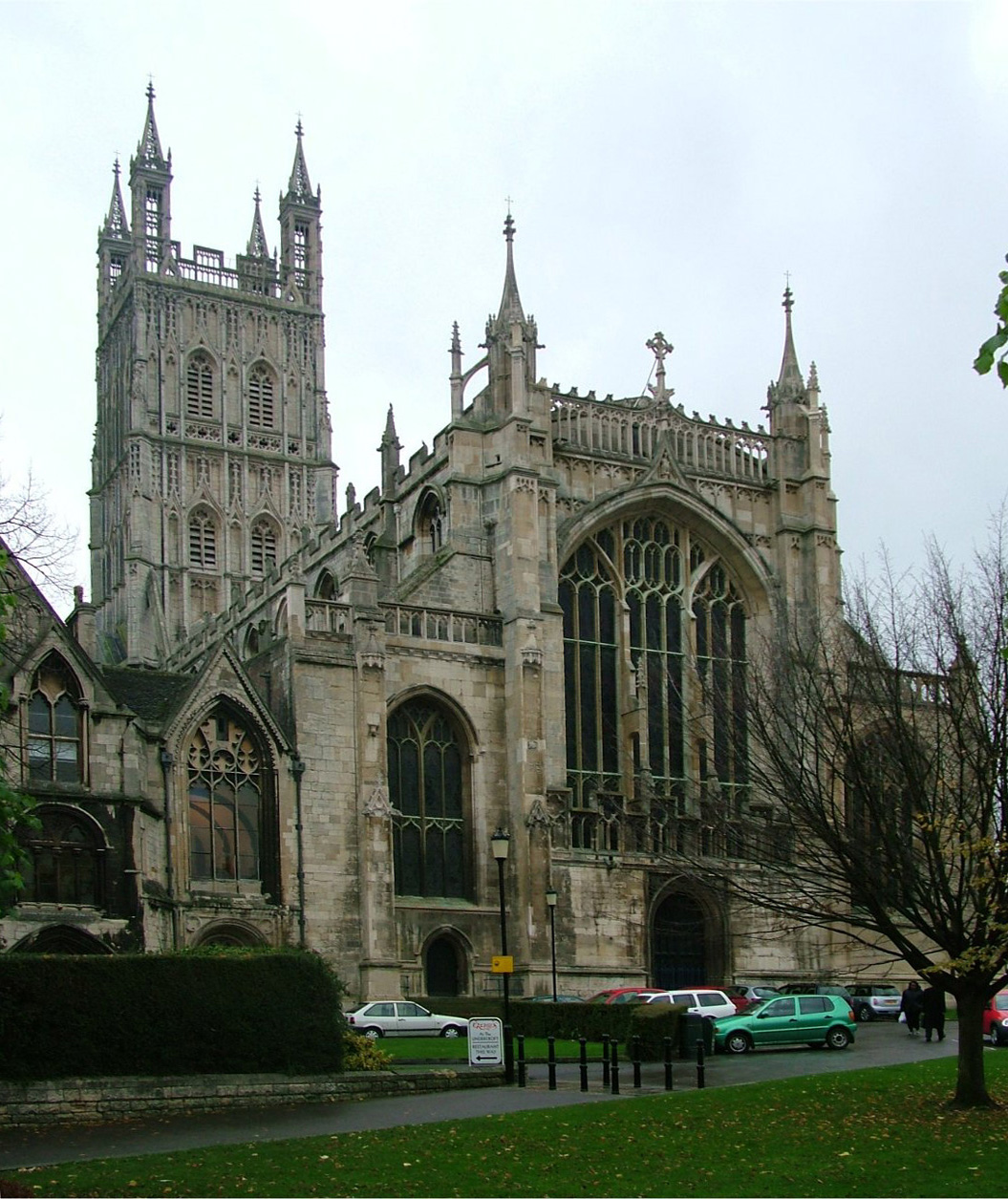
Vista oeste da catedral.

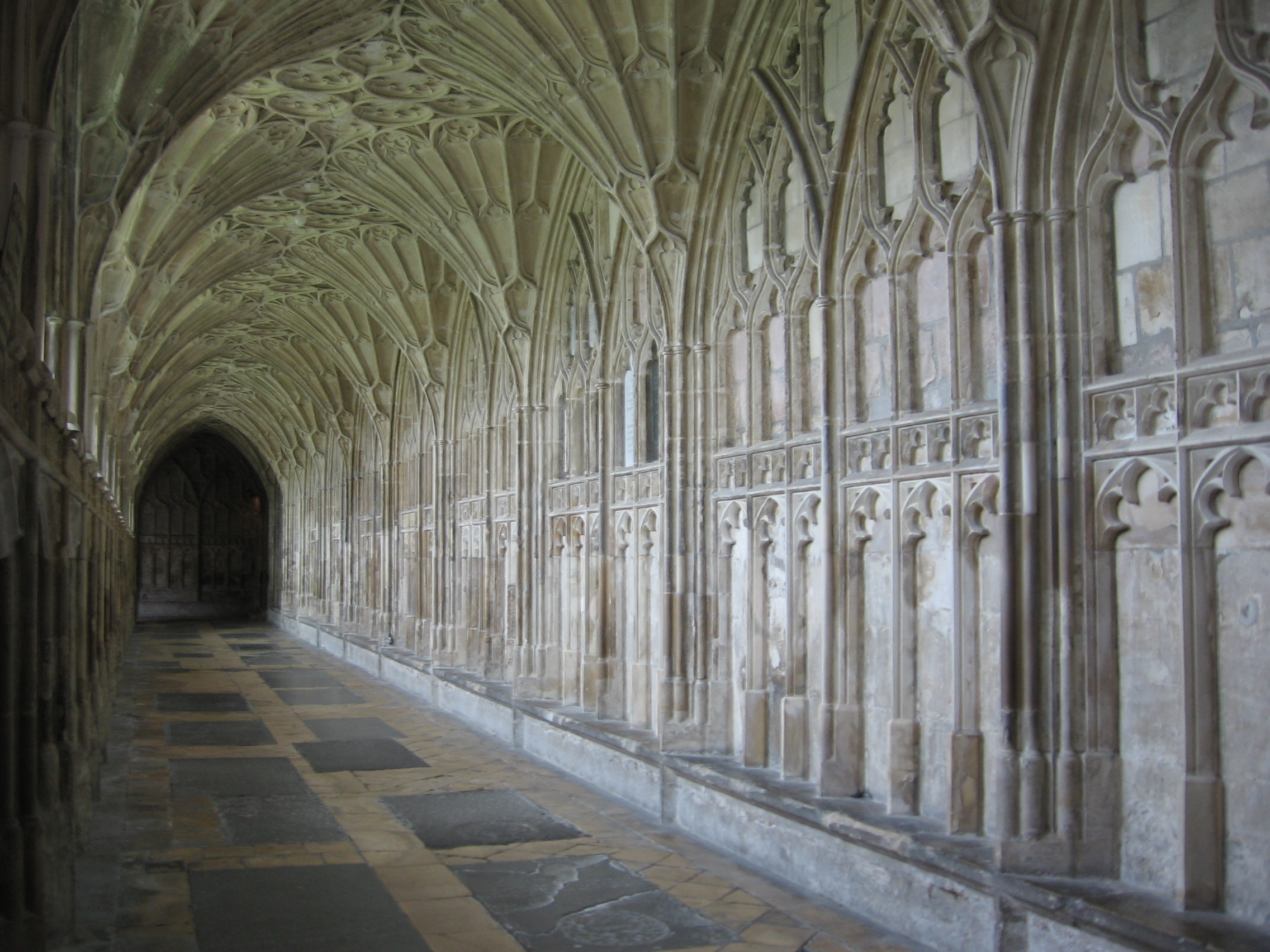
Vista do claustro sul.

A Catedral de Gloucester, ou, na sua forma portuguesa, de Glócester, é uma catedral localizada na cidade de Gloucester, na Inglaterra.

Algumas cenas feitas no castelo de Hogwarts, da saga Harry Potter, foram realizadas nesta catedral.

## Sepultados na Catedral de Gloucester
- Roberto II da Normandia
- Eduardo II de Inglaterra
- John Wakeman, último abade de Tewkesbury e primeiro bispo de Gloucester (1541-1550).
- James Brooks, Bispo de Gloucester (1554-1558).
- Richard Cheyney, Bispo de Gloucester (1562-1579).
- John Bullingham, Bispo de Gloucester (1581-1598).
- William Nicholson, Bispo de Gloucester (1660-1672).
- Martin Benson, Bispo de Gloucester (1734-1752).
- Richard Pate, proprietário de terras e membro do Parlamento de Gloucester.
- Thomas Machen, Foi prefeito de Gloucester.
- Dorothea Beale, diretora do Colégio Cheltenham Ladies', reformadora educacional e sufragista.